# Haworthiopsis longiana
Haworthiopsis longiana, coneguda abans com a Haworthia longiana, és una espècie suculenta que pertany a la subfamília de les asfodelòidies.

## Descripció
Haworthiopsis longiana és una espècie suculenta de creixement lent i molt longeva (20 anys en el seu hàbitat). Forma una roseta basal acaule, d'uns 5 a 7 cm de diàmetre, amb nombroses fulles (fins a 30) erectes, estretes i molt allargades i poden arribar a fer fins a 30 cm. Les seves fulles són de color verd clar fins molt fosc amb la punta vermella, i amb petits tubercles poc prominents més clars i de vegades blancs. Es reprodueix des de la base, però només quan és adulta. La inflorescència és una tija poc ramificada amb flors crema tubulars i tèpals revoluts.

## Distribució
Haworthiopsis longiana té una distribució limitada a la vall del riu Gamtoos, principalment al nord de Humansdorp, al voltant de Hankey i Patensie, a la província sud-africana del Cap Oriental.

## Estat de conservació
És una espècie amenaçada per pèrdua d'hàbitat. El 50% de la seva àrea de creixement natural s'ha dedicat al cultiu. Les terres restants es troben degradades pel pasturatge.

## Taxonomia
Haworthia longiana va ser descrita per Poelln.. i reubicada a Haworthiopsis com a Haworthiopsis longiana per G.D.Rowley el 2013.
Etimologia
Haworthiopsis: La terminació -opsis deriva del grec ὀψις (opsis), que significa 'aparença', 'semblant' per la qual cosa, Haworthiopsis significa "com a Haworthia", i que honora al botànic britànic Adrian Hardy Haworth (1767-1833).
longiana: epítet en honor de Frank Reginald Long (1884-1961), horticultor britànic.
Sinonímia
- Haworthia longiana (Basiònim/sinònim reemplaçat)
- Haworthia pumila subsp. longiana
- Haworthia longiana var. albinota[5]